# Neospondylis upiformis
Neospondylis upiformis är en skalbaggsart som först beskrevs av Mannerheim 1843.  Neospondylis upiformis ingår i släktet Neospondylis och familjen långhorningar.
Artens utbredningsområde är Alaska. Inga underarter finns listade i Catalogue of Life.